# Kanemite
La kanemite è un minerale.